# Faulx-les-Tombes
Faulx-les-Tombes è un villaggio della Vallonia, in Belgio. Fa parte del comune di Gesves nella provincia di Namur.
Nella zona sono stati scoperti resti di insediamenti romani, già insediati nel Paleolitico. Dopo la fondazione dell'Abbazia di Grandpré, il villaggio divenne una dipendenza dell'abbazia fino alla Rivoluzione francese. Nella storia più recente, 141 uomini del villaggio furono deportati in Germania nel 1916, durante la prima guerra mondiale e lo stupro del Belgio.
La chiesa del villaggio risale al 1874 ed è stata progettata da Hendrik Beyaert in stile neoromanico. Anche l'abbazia di Grandpré, che risale al Medioevo, si trova a Faulx-les-Tombes. Anche il castello di Faulx-les-Tombes e il castello di Arville (costruito nel 1616, ricostruito nel XIX secolo) di proprietà privata si trovano nelle vicinanze del villaggio.